# Flumedroxone acetate
Acetate Flumedroxone, bán dưới tên thương hiệu Demigran và Leomigran, là một progestogen thuốc đó đã hoặc đang sử dụng như một tác nhân chống đau nửa đầu. Nó được dùng bằng đường uống.

## Sử dụng trong y tế
Acetate Flumedroxone đã được đánh giá trong hơn 1.000 bệnh nhân để điều trị đau nửa đầu, với hiệu quả khác nhau, từ tuyệt vời để ít hơn so với các thuốc tham khảo antimigraine methysergide. Các proestogen khác bao gồm medroxyprogesterone axetat, lynestrenol, allylestrenol, dydrogesterone và normethandrone cũng đã được tìm thấy có hiệu quả đối với chứng đau nửa đầu ở phần lớn phụ nữ.

## Tác dụng phụ
Theo hoạt động proestogen của nó, flumedroxone acetate tạo ra các bất thường về kinh nguyệt, cụ thể là đa nang và căng vú là tác dụng phụ ở phụ nữ.

## Dược lý

### Dược lực học
Flumedroxone acetate được cho là có hoạt tính proestogen yếu hoặc nhẹ mà không có hoạt động nội tiết tố khác, bao gồm không có hoạt động estrogenic, antiestrogenic, androgenic, đồng hóa hoặc glucocorticoid.

## Hóa học
Acetate Flumedroxone, còn được gọi là 6α- (triflometyl) -17α-acetoxyprogesterone hoặc như 6α- (triflometyl) -17α-acetoxypregn-4-ene-3,20-dione, là một tổng hợp pregnane steroid và một dẫn xuất của progesterone và 17α- hydroxyprogesterone. Nó đặc biệt là một dẫn xuất của 17α-hydroxyprogesterone với nhóm trifluoromethyl ở vị trí C6α và một este axetat gắn vào nhóm hydroxyl C17α. Thuốc là este acetate C17α của flumedroxone (6α- (trifluoromethyl) -17α-hydroxyprogesterone) và dẫn xuất C6α trifluoromethyl của hydroxyprogesterone axetat (17α-acetyl).

## Lịch sử
Flumedroxone acetate đã được giới thiệu cho sử dụng y tế trong những năm 1960.

## Xã hội và văn hoá

### Tên gốc
Flumedroxone là INN và BAN của miễn phí rượu dưới dạng thuốc, flumedroxone. Flumedroxone acetate còn được biết đến với tên mã phát triển WG-537.

### Tên thương hiệu
Flumedroxone acetate đang hoặc đã được bán trên thị trường dưới tên thương hiệu Demigran và Leomigran.

### Khả dụng
Flumedroxone acetate đang hoặc đã được bán trên thị trường châu Âu.